# Cyryl VI (patriarcha Konstantynopola)
Cyryl VI, gr. Κύριλλος ΣΤ΄ (ur. 1769 w Adrianopolu, zm. 22 kwietnia 1821 tamże) – ekumeniczny patriarcha Konstantynopola w latach 1813–1818, święty prawosławny.

## Życiorys
Urodził się w 1769 r. w Adrianopolu. 4 marca 1813 został patriarchą Konstantynopola. Został zmuszony do dymisji 13 grudnia 1818 r. W okresie wojny o niepodległość Grecji został z rozkazu sułtana powieszony w Adrianopolu (22 kwietnia 1821 r.). W 1993 Grecki Kościół Prawosławny uznał go za świętego. Jego wspomnienie jest w dniu 18 kwietnia.